# Biografielijst Pm

## Pmo
- P-Money, pseudoniem van Peter Wadams, Nieuw-Zeelands hiphop-DJ